# Ester Šimerová-Martinčeková
Ester Šimerová-Martinčeková, rozená Fridriková (23. ledna 1909 Bratislava – 7. srpna 2005 Liptovský Mikuláš) byla slovenská malířka, výtvarnice a scénografka.

## Život
Narodila se v Bratislavě jako Ester Fridriková. Rodiče se po první světové válce rozvedli. V roce 1927 začala studovat malířství v Paříži. Ve studiích ji podporoval otec, který se mezitím vystěhoval do USA. Po studiích se provdala za českého lékaře-odbojáře MUDr. Františka Šimera. V letech 1932–1939 žili manželé Šimerovi v Bratislavě, po vzniku Slovenského státu v roce 1939 museli Slovensko opustit a žili v Plzni. Když byl František Šimer v roce 1942 zatčen a odsouzen k smrti, pokusila se ho za cenu rozprodeje majetku zachránit. Podařilo se jí získat udělení milosti, ale před jejím doručením byl František Šimer v roce 1943 popraven.
Po válce se vrátila do Bratislavy, kde se roku 1947 se provdala za slovenského právníka a pozdějšího fotografa Martina Martinčeka. V roce 1948 museli manželé Martinčekovi Bratislavu opustit a do konce života žili v Liptovském Mikuláši, z počátku ve velmi nuzných poměrech.

## Dílo
- Šachová kompozícia – Slovenská pošta vydala v roce 2016 reprodukci tohoto obrazu ve formě poštovní známky.[2]
- Tulipány – Československá pošta vydala v roce 1987 reprodukci obrazu jako poštovní známku.[3]
- Tři grácie, kombinovaná technika na papíře, 23 × 29 cm, sign. Fridriková, rámováno (1945).

## Ocenění
- V roce 1966 obdržela titul Zasloužilý umělec.[4]
- V roce 1984 jí byla udělena v Liptovském Mikuláši Cena Liptova.
- V roce 1991 jí byl udělen Řád Tomáše Garrigue Masaryka IV. třídy.
- V roce 1992 jí byla udělena Cena Martina Benky.
- V roce 1998 získala za celoživotní dílo Cenu Nadácie Matice slovenskej Miloša Bazovského za výtvarné umenie.
- V roce 2001 Řád umění a literatury (Ordre des Arts et des Lettres), nejvyšší stupeň komandér (Commandeur)[5]
- V roce 2002 obdržela Řád Ľudovíta Štúra I. třídy.